# Boommosschijfje
Het boommosschijfje (Octospora affinis) is een kleine oranje paddenstoel uit de familie Pyronomataceae. Deze soort komt voor in bossen epifytisch op bomen en struiken en parasieteert op mossen, vooral bij de gewone haarmuts (Orthotrichum affiene). Het infecteert de rhizoïden.

## Kenmerken
De apothecia hebben een diameter tot 1,2 mm. Het hymenium is geel oranje tot bleek-oranje en heeft en randje dat fijn fimbriaat is. De asci zijn 8-sporig en meten (130-)150-200 × 15-22 µm. De ascosporen zijn geornamenteerd met ronde, geïsoleerde wratten en meten  (14-) 14,5-16,5 (-17) × (12-) 12,5-13,5 (-14,5) µm. De parafysen recht tot apicaal licht gebogen.

## Verspreiding
Het boommosschijfje komt voor in Europa in Duitsland, Oostenrijk, België, Kroatië, Tsjechië, Groot-Brittannië, Frankrijk, Duitsland, Luxemburg, Roemenië, Slowakije, Spanje, Zwitserland en Nederland.
In april 2013 werd volgens het Utrechts Landschap in de Blauwe Kamer bij Rhenen een exemplaar ontdekt. Hierna is de paddenstoel ook op verschillende andere plaatsen in Nederland waargenomen. Anno 2022 komt de soort in Nederland vrij zeldzaam voor.

## Foto's

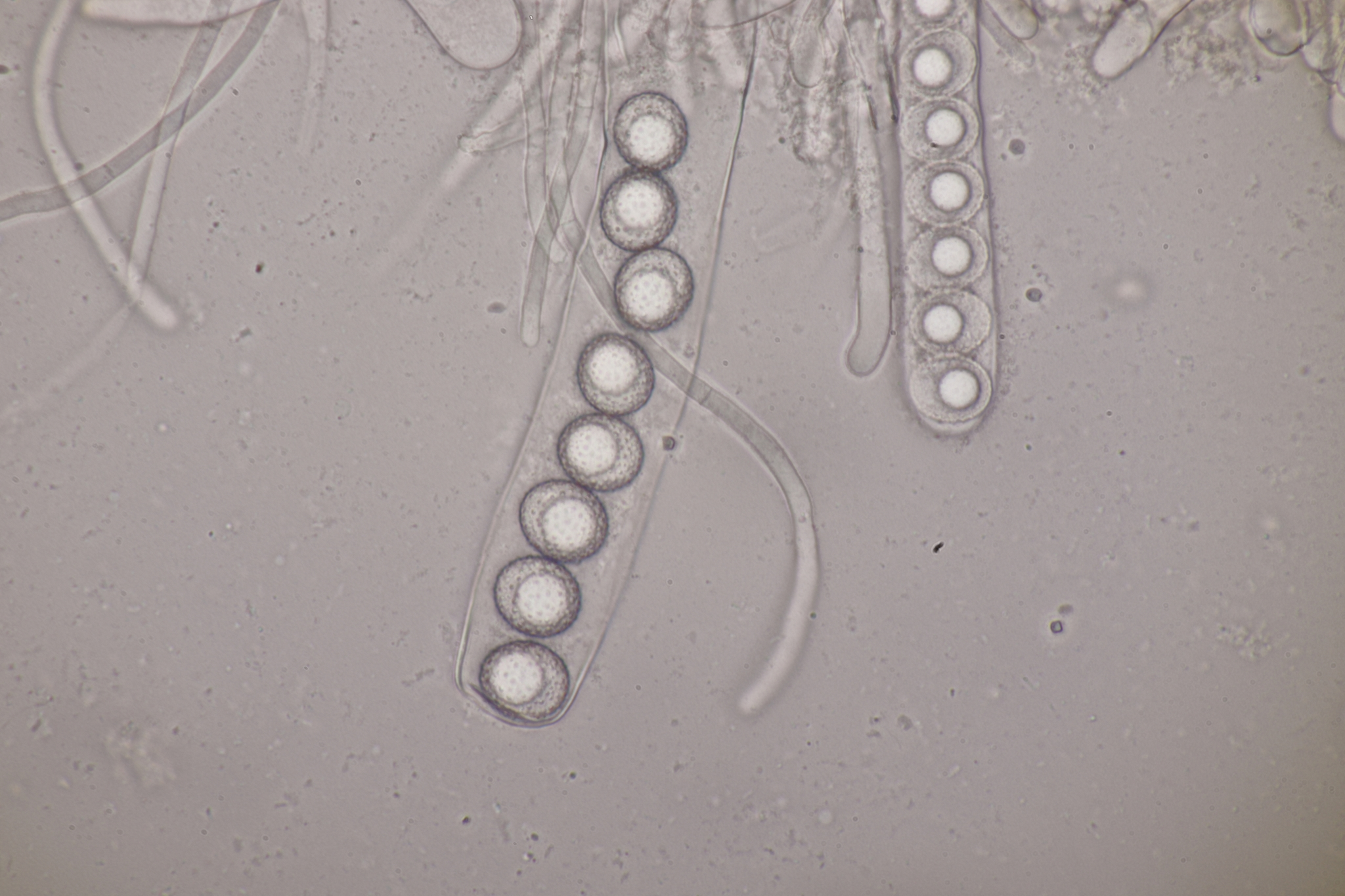
Asci met sporen
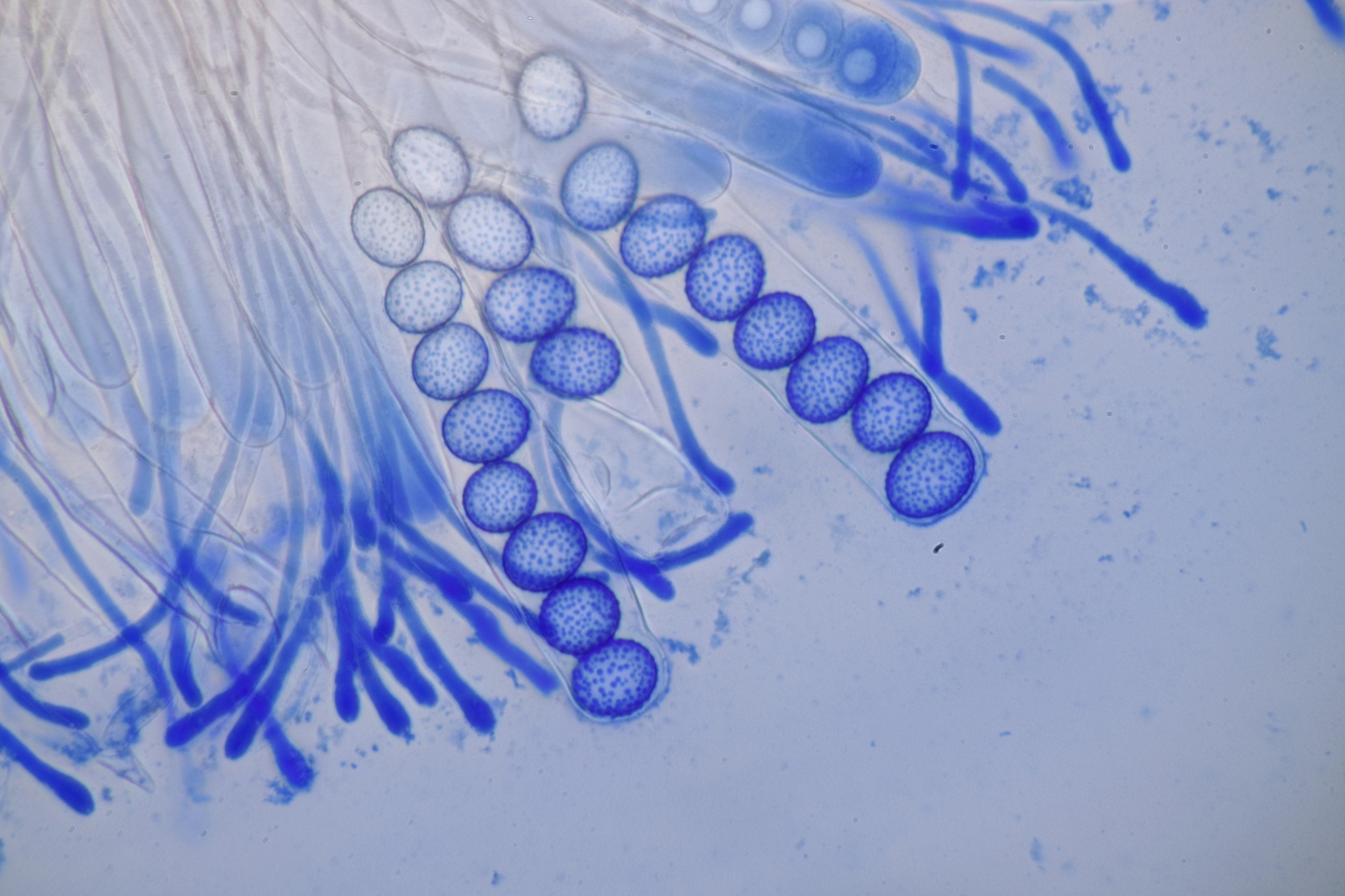
Sporen gekleurd met methylblauw
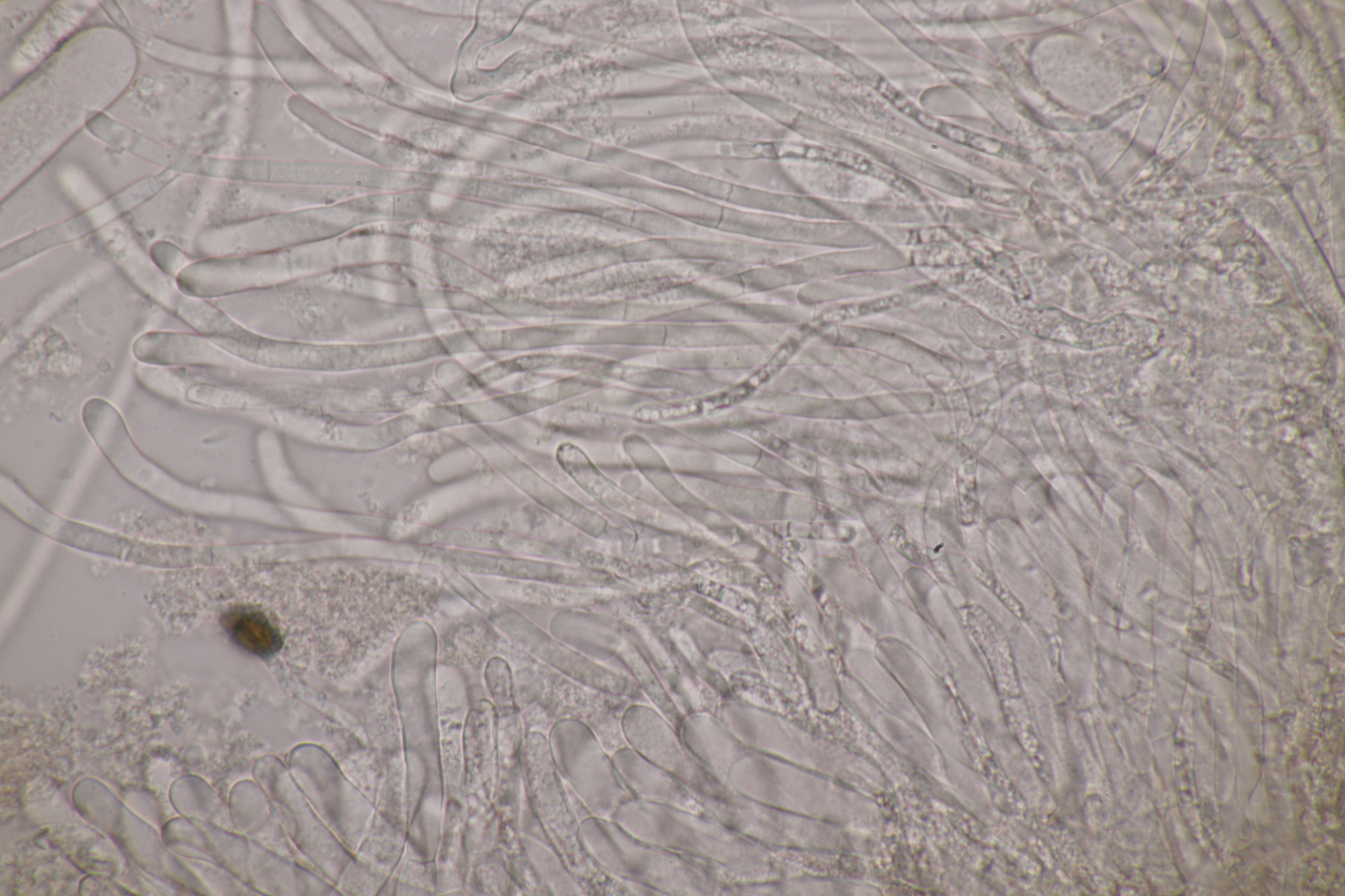
Parafysen